# Mona Mina Leon
Mona Mina Leon is een Belgische actrice. Ze werd bekend door haar hoofdrol in de VRT-serie 1985.

## Biografie
Mona Mina Leon is geboren in 1994. Ze is de kleindochter van rijkswachter Arsene Pint, de oprichter van de groep Diane. Ze groeide als kind op in Kuregem om later te verhuizen naar Sint-Martens-Bodegem. Later verbleef ze enige tijd in Australië. Hier werkte ze in een theater te Melbourne. 
Ze werkte onder meer met regisseur Gary Abrahams (33 variations met Ellen Burstyn) en acteurs Nicholas Denton (Dangerous Liaisons), Artemis Ioannides (Wentworth) en Arthur Angel (The Chronicles of Narnia, Red Dog). Ze speelde als theateractrice onder meer bij Abattoir Fermé en het Nationale Theater van Den Haag. In 2022 woonde ze de vijfde editie van Canneseries festival bij.

## Filmografie[6]
- Stacey and the Alien (2016), kortfilm
- Étangs Noirs (2018), film[7]
- Renaissance (2021), kortfilm
- 1985 (2023), serie - als Vicky Verhellen
- Drift (2025), serie - als Luna
- Holy Sh!t (2025), serie - als Yasmine